# Harry Turtledove

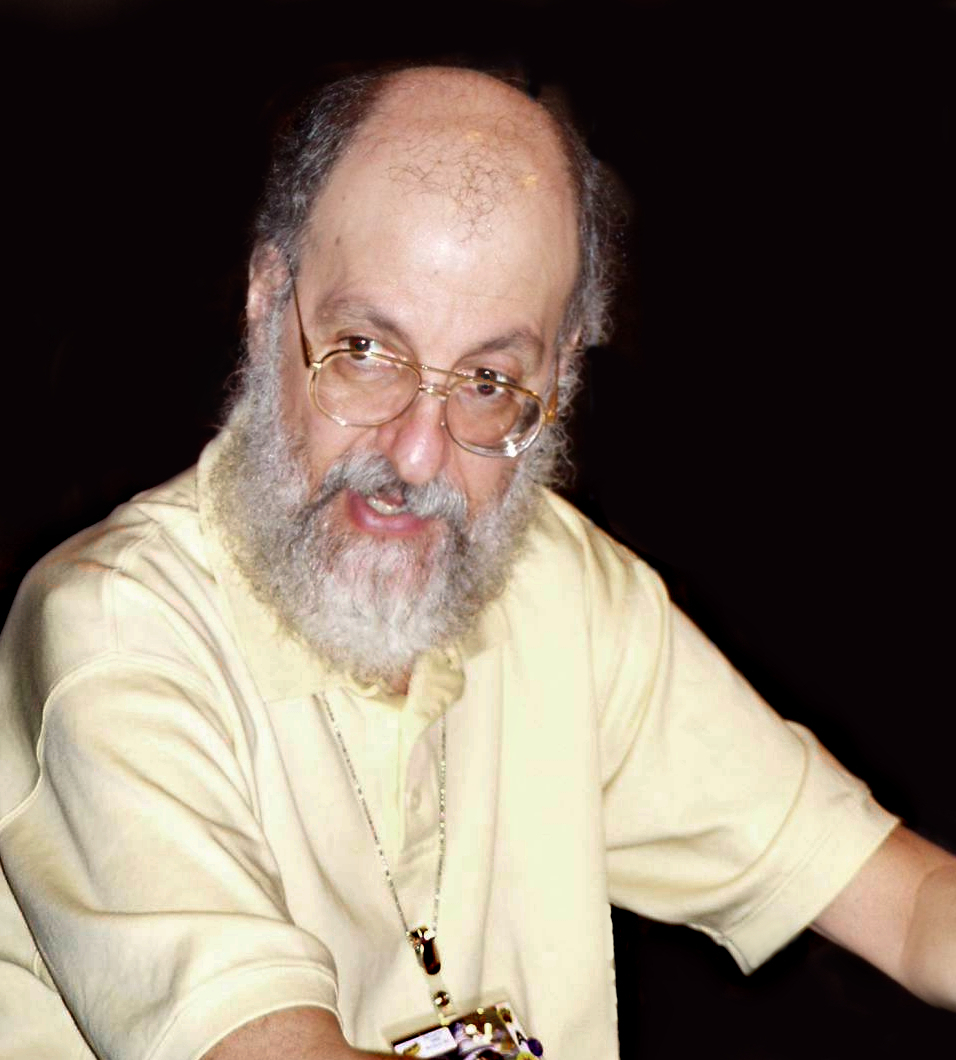
Harry Turtledove bei dem 63ten Welt-Science-Fiction-Kongress (Worldcon) in Glasgow im August 2005

Harry Norman Turtledove (* 14. Juni 1949 in Los Angeles) ist ein US-amerikanischer Historiker und Roman-Schriftsteller, der sich auf die Genres Alternate History und Fantasy spezialisiert hat. Er zählt zu den bedeutendsten Autoren alternativer Geschichtsromane (siehe auch virtuelle Geschichte).

## Leben
1977 promovierte Turtledove in byzantinischer Geschichte über die Nachfolger Justinians und übersetzte 1982 einen Teil der Chronik des Theophanes ins Englische. Seit 1979 veröffentlichte er zahlreiche Romane und Kurzgeschichten, bis 1979 unter dem Pseudonym Eric G. Iverson. Er ist mit der Schriftstellerin Laura Frankos verheiratet und hat drei Töchter.

## Southern Victory
Turtledoves bekannteste Reihe ist Southern Victory (bzw. Timeline 191, beginnend mit How Few Remain, wofür Turtledove 1997 mit dem Sidewise Award ausgezeichnet wurde), eine Alternativwelt, in der die Konföderierten Staaten von Amerika den Sezessionskrieg im Jahr 1862 gewonnen haben und die Vereinigten Staaten von Amerika, nach einer weiteren Niederlage gegen die Konföderation 1881/82, eine Allianz mit dem wilhelminischen Deutschland eingehen.
Den Ersten Weltkrieg gewinnen Deutschland und die USA (Great War-Serie). Die USA annektieren weite Teile Kanadas sowie Teile der Konföderation, woraufhin es in der Konföderation, die mit England und Frankreich verbündet war, zu einer Krisenzeit kommt (American Empire Serie). Schließlich gelangt dort ein an Adolf Hitler erinnernder Politiker mit Namen Jake Featherston 1934 mit Hilfe seiner Freedom Party an die Regierung. Featherston errichtete eine De-facto-Diktatur in der Konföderation und plant einen neuen Krieg gegen die Vereinigten Staaten. Währenddessen kommen auch in England und Frankreich rechte Regierungen an die Macht, und in Russland gewinnen die Zaristen den russischen Bürgerkrieg. Auch diese Staaten wollen für ihre Niederlage im Großen Krieg Rache nehmen, in diesem Fall am deutschen Kaiserreich.
Die jüngsten Bände dieser Reihe (Settling Accounts) behandeln einen alternativen Zweiten Weltkrieg: Nach dem Tod des deutschen Kaisers Wilhelm II. überfallen Frankreich und England die Benelux-Staaten und dringen in Deutschland ein, während Russland in die an das Deutsche Reich verlorene Ukraine einfällt. Featherston greift am 22. Juni 1941 (wie Hitler die Sowjetunion) die USA an, währenddessen im Pazifik Japan, das seit dem Großen Krieg in Ostasien eine aggressive Expansionspolitik betreibt, ebenfalls aktiv wird. Nach ersten Erfolgen, vor allem aufgrund überlegener Panzertechnik und dem kombinierten Einsatz von Luft- und Bodenstreitkräften, werden die Konföderierten zurückgedrängt. Die Truppen der Vereinigten Staaten können in den Süden vordringen – und müssen dort entdecken, dass die konföderierte Regierung einen Genozid an der farbigen Bevölkerung verübt (Bd. The Grapple, 2006).
Zahlreiche historische Persönlichkeiten spielen auch in Turtledoves Welt, die sich in mehreren markanten Punkten von der realen Welt unterscheidet, eine wichtige Rolle. So wurden James Longstreet und Woodrow Wilson Präsidenten der Südstaaten, während Theodore Roosevelt nicht als Republikaner (die nach der Niederlage von 1881 in den Vereinigten Staaten keine große Rolle mehr spielen), sondern als Demokrat Präsident der USA wurde. George S. Patton kommandiert die konföderierte Armee von Kentucky im „Zweiten Großen Krieg“, die er nach Norden führt, und Winston Churchill ist Regierungschef einer rechten Regierungskoalition in Großbritannien. Turtledove widmet sich recht ausführlich dem Privatleben seiner Protagonisten und bietet auch Einblicke in das Leben „des kleinen Mannes“. Gleichzeitig werden die militärischen Aktionen sehr detailliert beschrieben.

## Weitere Serien
Andere Zyklen Turtledoves behandeln unter anderem ein Fantasie-Byzanz (Time of Troubles; Videssos-Reihe) namens Videssos, das sich in militärische Auseinandersetzungen gegen seine Nachbarstaaten (darunter einem fiktiven Sassanidenreich) zur Wehr setzen muss.
Eine andere Reihe (World War / Colonization) handelt im Zweiten Weltkrieg: Eine reptiloide Rasse von Außerirdischen greift die Erde an, und die vorher verfeindeten Staaten müssen nun miteinander kooperieren. Zusätzlich hat Turtledove auch einige Kurzgeschichten verfasst, die in Sammelbänden erschienen.
In the Presence of Mine Enemies (Im Beisein meiner Feinde) spielt wiederum in einer Gegenwart, in der die Achsenmächte den Zweiten Weltkrieg gewonnen haben (ein in der Literatur häufiges Thema). In dieser durch und durch rassistischen Welt, die sich technologisch auf demselben Stand wie wir befindet und ähnliche gesellschaftliche Tendenzen aufweist, geht es um eine Großfamilie deutscher Juden, die in der Lage waren, dem Holocaust zu entkommen und nun ihre Abstammung geheim halten. Dies spielt sich vor dem Hintergrund politischer Entspannungsprozesse ab, die deutliche Parallelen zum Zerfall der Sowjetunion aufweisen. Der Roman erhielt besondere Aufmerksamkeit aufgrund der sehr menschlichen Darstellung der Nazis, die aus früheren Romanen mit ähnlichem Thema weitgehend unbekannt war.
Die Serie "Hellenic Traders" (Hellenische Händler), die Turteldove unter dem Pseudonym "H. N. Turteltaub" verfasste, spielt nicht in einer alternativen Zeitlinie, sondern in der historischen Zeit der Diadochenkämpfe in den Jahren nach dem Tod Alexanders des Großen. Zwei Seehändler aus Rhodos befahren darin das östliche Mittelmeer und werden ungewollt in die geistigen und politischen Auseinandersetzungen ihrer Zeit verstrickt. Die Serie wurde für ihre detaillierte und historisch sehr genaue Darstellung dieser Periode zwischen dem Niedergang des klassischen Griechenlands und dem Aufstieg Roms gelobt.
Für mehrere seiner zahlreichen Romane gewann Harry Turtledove Auszeichnungen in den entsprechenden Literaturgattungen, darunter den Hugo Award 1994 für die beste Erzählung (Down in the Bottomlands). 2018 wurde er für
Zigeuner (erschienen in Asimov’s Science Fiction, September/Oktober 2017) mit dem Sidewise Award in der Kategorie Short Form ausgezeichnet.

## Turtledove auf Deutsch
Von Turtledoves umfangreichem Werk sind bisher nur drei Kurzgeschichten und ein Essay auf Deutsch erschienen.
Kurzgeschichten
- Winterlager (OT: Trapping Run ), in Friedel Wahren (Hrsg.): Isaac Asimov's Science Fiction Magazin 34. Folge, Heyne Verlag 4631, München 1989
- Das letzte Gebot (OT: The Last Article), in Karl Michael Armer (Hrsg.): Hiroshima soll leben! - Die schönsten Altenativweltgeschichten, Heyne Verlag 4740, München 1990
- Der Lockvogel (OT: The Decoy Duck), in Martin H. Greenberg (Hrsg.): Die Erben des Rings: J. R. R. Tolkien zu Ehren, Bastei Lübbe, Bergisch Gladbach 1997

Essay
- Der Ring und ich (OT: The Ring and I), in Karen Haber (Hrsg.): Tolkiens Zauber, Heyne 9229, München 2002

## Werke
Videssos-Serie
- The Misplaced Legion, 1987
- An Emperor for the Legion, 1987
- The Legion of Videssos, 1987
- Swords of the Legion, 1987
- Krispos Rising, 1991
- Krispos of Videssos, 1991
- Krispos the Emperor, 1994
- The Stolen Throne, 1995
- Hammer and Anvil, 1996
- The Thousand Cities, 1997
- Videssos Besieged, 1998
- The Bridge of the Separator, 2005

Worldwar/Colonization
- Worldwar: In the Balance, 1994
- Worldwar: Tilting the Balance, 1995
- Worldwar: Upsetting the Balance, 1996
- Worldwar: Striking the Balance, 1996

- Colonization: Second Contact, 1999
- Colonization: Down to Earth, 2000
- Colonization: Aftershocks, 2001
- Homeward Bound, 2004

Southern Victory
- How Few Remain, 1997

- The Great War: American Front, 1998
- The Great War: Walk in Hell, 1999
- The Great War: Breakthroughs, 2000

- American Empire: Blood and Iron, 2001
- American Empire: The Center Cannot Hold, 2002
- American Empire: The Victorious Opposition, 2003

- Settling Accounts: Return Engagement, 2004
- Settling Accounts: Drive to the East, 2005
- Settling Accounts: The Grapple, 2006
- Settling Accounts: In at the Death, 2007

Darkness/Derlavai
- Into the Darkness, 1999
- Darkness Descending, 2000
- Through the Darkness, 2001
- Rulers of the Darkness, 2002
- Jaws of Darkness, 2003
- Out of the Darkness, 2004

War Between the Provinces
- Sentry Peak, 2000
- Marching Through Peachtree, 2001
- Advance and Retreat, 2002

Crosstime Traffic
- Gunpowder Empire, 2003
- Curious Notions, 2004
- In High Places, 2006
- The Disunited States of America, 2006
- The Gladiator, 2007
- The Valley-Westside War, 2008

Days of Infamy
- Days of Infamy, 2004
- End of the Beginning, 2005

Atlantis
- Opening Atlantis, 2007
- The United States of Atlantis, 2008
- Liberating Atlantis, 2009

Opening of the World
- Beyond the Gap, 2007
- Breath of God, 2008
- The Golden Shrine, 2009

The War That Came Early
- Hitler's War, 2009
- West and East, 2010
- The Big Switch, 2011
- Coup d'Etat, 2012
- Two Fronts, 2013
- Last Orders, 2014

Supervolcano
- Supervolcano: Eruption, 2011
- Supervolcano: All Fall Down, 2012
- Supervolcano: Things Fall Apart, 2013

The Hot War
- Bombs Away, 2015
- Fallout, 2016
- Armistice, 2017

Weitere Bücher:
- Agent of Byzantium, 1987
- A Different Flesh, 1988
- A World of Difference, 1990
- Earthgrip, 1991
- The Guns of the South, 1992
- Down in the Bottomlands, 1993
- The Two Georges, 1995
- Between the Rivers, 1998
- Household Gods, 1999
- Ruled Britannia, 2002
- In the Presence of Mine Enemies, 2003
- Conan of Venarium, 2003
- The Man with the Iron Heart, 2008
- After the Downfall, 2008
- Give Me Back My Legions!, 2009
- Joe Steele, 2015
- Through Darkest Europe, 2018
- And the Last Trump Shall Sound, 2020
- Or Even Eagle Flew, 2021